# Задні Карики
Задні Ка́рики (рос. Задние Карыка, чув. Кайри Карăк) — присілок у складі Красноармійського району Чувашії, Росія. Входить до складу Красноармійського сільського поселення.
Населення — 89 осіб (2010; 112 у 2002).
Національний склад:
- чуваші — 100 %